# Salvator Zobec
Salvator Zobec, slovenski redovnik in nabožni pisatelj, * 17. september 1870, Vižmarje, † 27. junij 1934, Ljubljana.

## Življenje in delo
Salvator Zobec (pri krstu Frančišek) se je rodil v družini čevljarja Janeza in Uršule Zobec rojene Švajger. Po osnovni šoli v Šentvidu nad Ljubljano in Ljubljani je prav tam obiskoval klasično gimnazijo (1886–1891), nato vstopil k frančiškanom in opravil noviciat na Trsatu nad Reko; gimnazijo je končal v Gorici, po bogoslovni šoli v Frančiškanskem samostanu Kostanjevica in v Gorici je bil 1895 posvečen v duhovnika ter nadaljeval bogoslovni študij v Gorici. Od 1898 služboval v krajih: do 1900 v Samoborju, 1900–1902 in 1905–1908 na Sveti Gori pri Gorici, 1902–1905 v Pazinu, 1908–1910 v Nazarjah in 1910–1934 v Ljubljani, vmes 1912–1913 na Brezjah pri Radovljici. Od 1900, zlasti pa od 1913 mu je bila naložena skrb za laike III. reda sv. Frančiška; odlikoval se je kot preudaren voditelj in vzgojitelj. Veliko je predaval, pisal v stanovsko revijo, ki jo je tudi urejal. Napisal je dve vzgojni knjigi. Ob predvideni širitvi Ljubljane je poskrbel, da so novo župnijsko cerkev sv. Frančiška v Šiški, kljub nasprotovanju mnogih, zidali po načrtih J. Plečnika, ob njej pa sta načrtovala in 1931 sezidala še Dom sv. Frančiška za ostarele tretjerednike (danes stanovanjska hiša Černetova 17). V domu so mu 1936 odkrili ploščo s portretno glavo kar je po Plečnikovem načrtu izvedel kipar Božidar Pengov.

## Zunanje povetave
- Smolik Marijan. »Zobec Salvator«. Slovenski biografski leksikon. Ljubljana: ZRC SAZU, 2013 – prek Slovenska biografija.